# Samuel Parris
Samuel Parris (Londra, 1653 – Sudbury, 27 febbraio 1720) è stato un pastore protestante inglese che viveva nelle colonie britanniche americane.
Fu pastore calvinista e puritano della comunità di Salem nel Massachusetts durante il periodo del processo alle streghe di Salem. Era il padre di Elizabeth e lo zio di Abigail Williams, le due ragazze che con i loro strani comportamenti diedero l'avvio alle prime accuse di stregoneria.

## Biografia
Samuel Parris nacque a Londra nel 1653, figlio di un mercante di stoffe, Thomas Parris. La famiglia emigrò a Boston agli inizi del 1660. Samuel frequentò l'Università di Harvard, ma alla morte del padre nel 1673 dovette lasciare gli studi per prendere possesso  dell'eredità paterna: una piantagione di canna da zucchero nelle Barbados, che egli gestì per alcuni anni. Per prendersi cura della sua casa acquistò due schiavi dei Caraibi, Tituba e suo marito John.
Nel 1680 Parris rientrò a Boston, dove sposò Elizabeth Eldridge, da cui ebbe tre figli: gli schiavi Tituba e  John rimasero a far parte della famiglia. Anche se la piantagione continuò a sostenere le sue imprese mercantili, Parris si sentiva insoddisfatto e cominciò a predicare nelle chiese locali. Nel luglio del 1689, Parris fu nominato pastore della comunità di Salem (oggi  Danvers) nel Massachusetts.
Parris non era benvoluto dalla sua comunità. Le sue prediche, improntate ai rigidi valori puritani, potevano non essere insolite per il tempo e il luogo: tuttavia era considerato scortese e avido; né la sua reputazione migliorò quando chiese che gli fosse assegnata, oltre al suo compenso, anche la canonica di Salem. Le incomprensioni che ne seguirono spinsero alcuni parrocchiani a cessare di contribuire al suo salario a ottobre del 1691.
Nell'inverno dello stesso anno la figlia di Parris, Elizabeth, e la nipote Abigail Williams iniziarono a comportarsi in modo inusuale: in particolare a rimanere taciturne, a nascondersi dietro vari oggetti e a strisciare sul pavimento. Uno dei dottori interpellati, William Griggs, concluse che poteva essere un caso di possessione diabolica: poiché il "malocchio" era un crimine perpetrato da una strega o da un mago a danno di un'altra persona, era materia di competenza delle autorità giudiziarie.
Elizabeth Parris e Abigail Williams accusarono Tituba: Parris la picchiò e la costrinse a confessare di essere una strega, dando il via alla serie di accuse e processi per stregoneria, che caratterizzarono la caccia alle streghe di Salem durata sedici mesi. In totale furono processate 144 persone, delle quali 54 confessarono di essere streghe. Le condanne a morte per stregonia eseguite furono 19; Giles Corey, torturato per essersi rifiutato di testimoniare durante il processo a suo carico, morì per schiacciamento del torace.
La sua stessa comunità mosse accuse a Parris per la parte avuta nei processi, costringendolo a pubbliche scuse per i suoi errori. Tuttavia, nonostante l'intensa avversione dimostrata dagli abitanti del villaggio, Parris restò a Salem per altri quattro anni. Nel 1697 accettò un altro incarico da predicatore a Stow, per poi trasferirsi a Concord e Dunstable. La morte lo colse nella città di  Sudbury il 27 febbraio 1720.